# Chabad-Synagoge (Cherson)

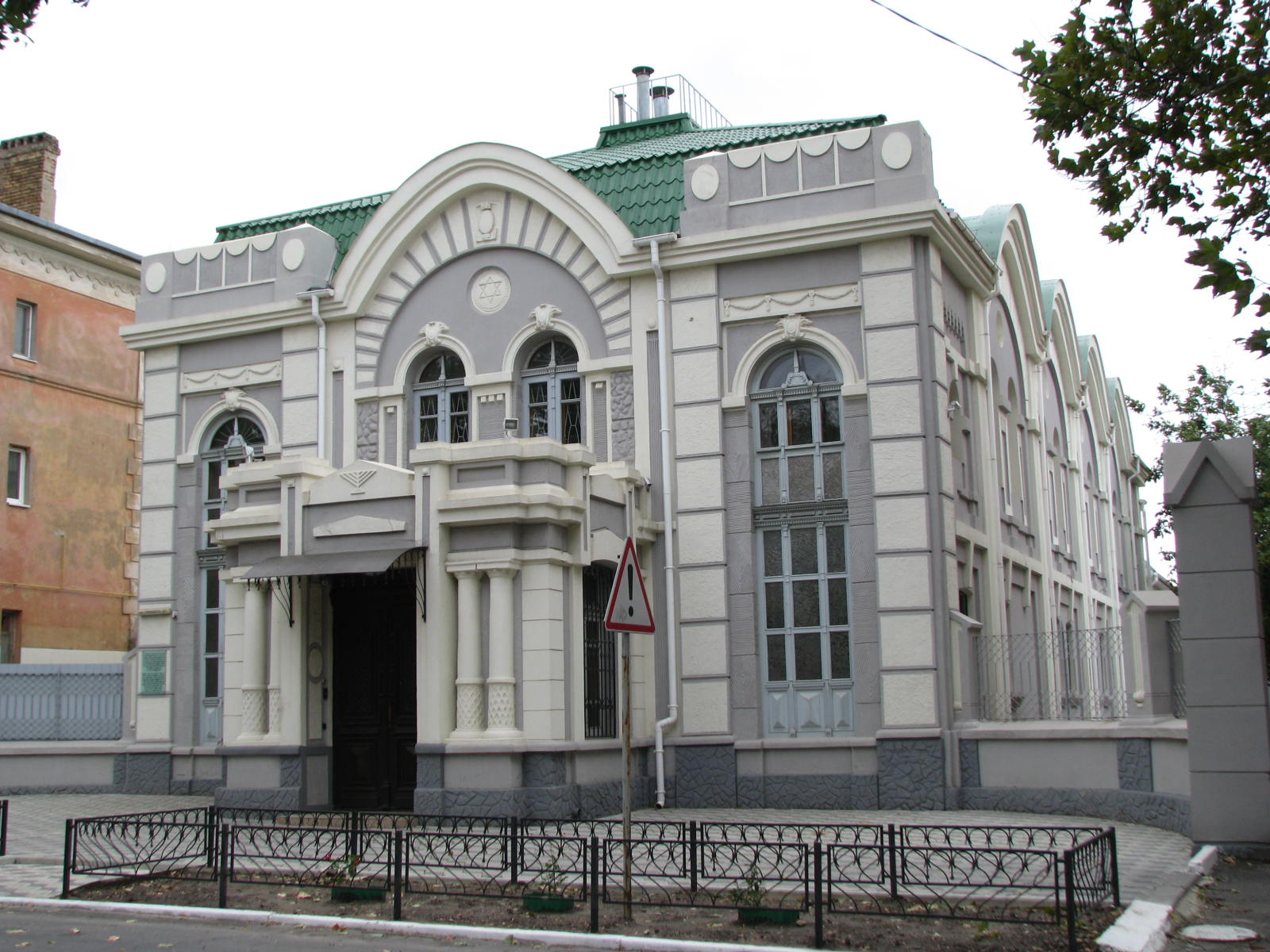
Synagoge von Cherson (2014)

Die Chabad-Synagoge von Cherson ist die einzige noch von einer aktiven jüdischen Gemeinde genutzte Synagoge in der südukrainischen Oblasthauptstadt Cherson.

## Geschichte
Zu Beginn des 20. Jahrhunderts bestanden in Cherson, einem Zentrum der jüdischen Kultur in Südrussland, mehr als zwei Dutzend Synagogen und Gebetshäuser. Bekannte Rabbiner lebten in der Stadt, so wie etwa Shlomo-Zalman Pinsker (gest. 1886) und Faitel Blumenfeld. Heute (Stand 2022) ist davon nur noch die Synagoge der Chabad-Gemeinschaft übrig geblieben.

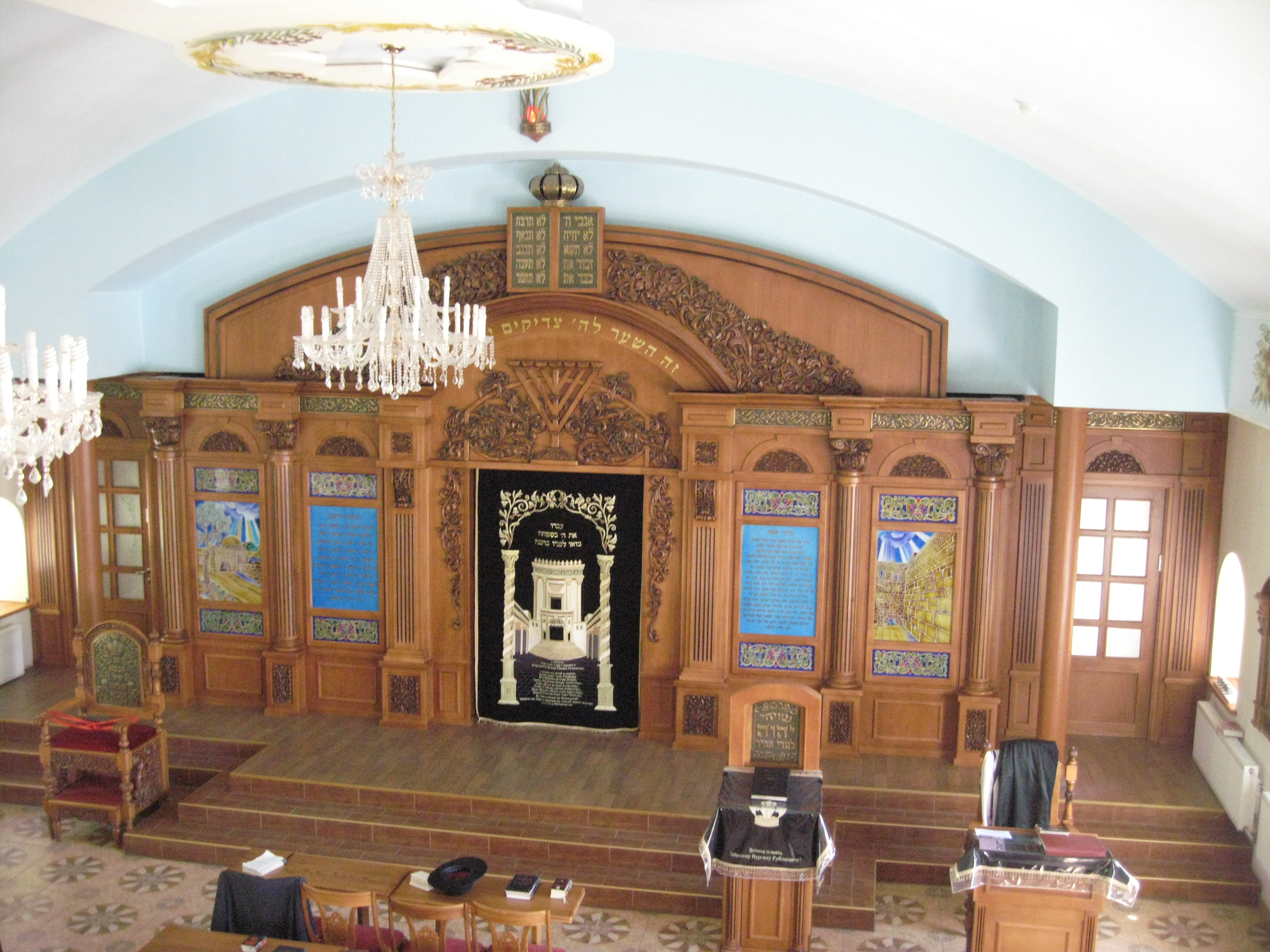
Der Innenraum mit Toraschrein, Parochet und Bima (2017)

Im Zweiten Weltkrieg wurde das Gebäude 1941 niedergebrannt. Nach dem Wiederaufbau um 1947 diente es zeitweise als Wohnhaus für Fabrikarbeiter. Erst um 1990 kam es wieder in den Besitz einer neu entstandenen Jüdischen Gemeinde, die das Bauwerk von 1999 bis 2005 restaurierte.
Das Bauwerk, ein nationales Baudenkmal der Ukraine, an der Theaterstraße im Zentrum von Cherson wurde 1895 an der Stelle einer älteren Synagoge errichtet. Es fasst rund 1500 Personen und dient der Religionsgemeinschaft der Lubawitscher Chassidim von Cherson.